# Данилковский сельсовет
Данилковский сельсовет — упразднённая административно-территориальная единица, существовавшая на территории Московской губернии и Московской области в 1924—1951 годах.
Данилковский с/с создан в 1924 году в составе Аннинской волости Волоколамского уезда Московской губернии путём преобразования Себенского с/с.
По данным 1926 года в состав сельсовета входили 4 населённых пункта — Данилково, Александровка, Павликово и Себенки, а также 2 хутора.
В 1929 году Данилковский с/с был отнесён к Волоколамскому району Московского округа Московской области.
4 января 1939 года Данилковский с/с был передан в состав нового Осташёвского района.
17 июля 1939 года к Данилковскому с/с была присоединена деревня Шитьково упразднённого Шитьковского с/с. Одновременно центр Данилковского с/с был перенесён в село Новопавловское.
10 октября 1951 года селения Данилково и Себенки были переданы в Матрёнинский с/с.
28 декабря 1951 года Данилковский с/с был упразднён. При этом Новопавловское отошло Грулевскому с/с, а Шитьково — Таболовскому с/с.